# カフェ・ド・ラ・ヌーヴェル・アテーヌ

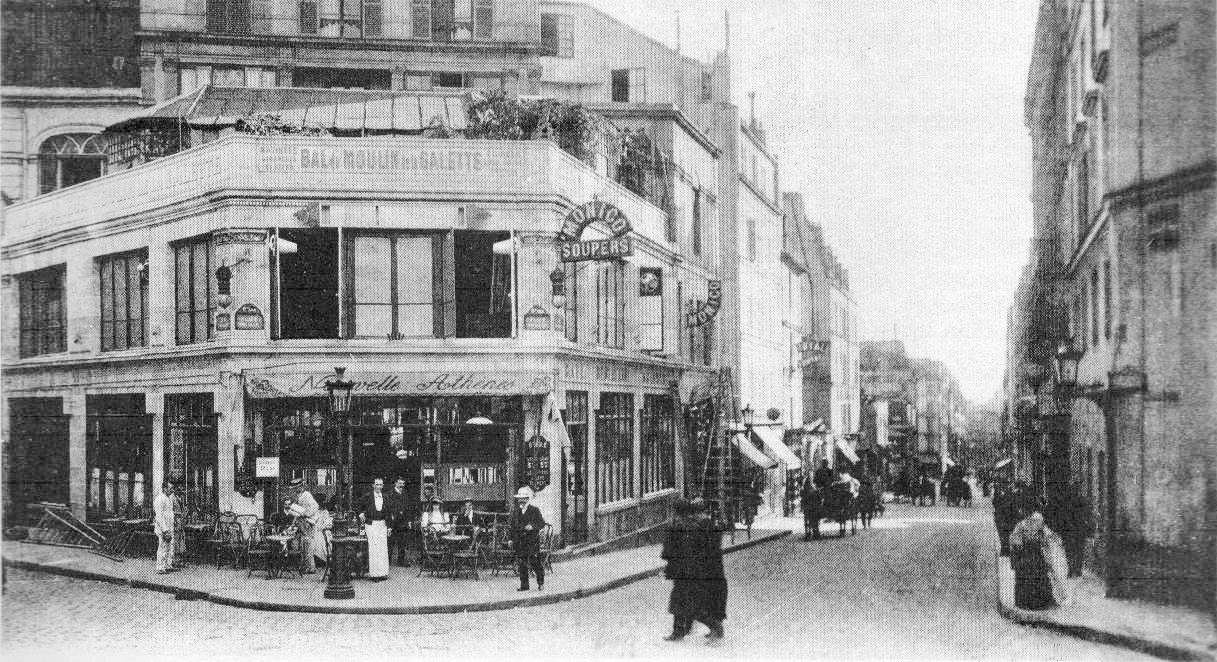
19世紀のカフェ・ド・ラ・ヌーヴェル・アテーヌ。

カフェ・ド・ラ・ヌーヴェル・アテーヌ (Café de la Nouvelle Athènes) は、フランスのパリ、ピガール広場9番地にあったカフェ。19世紀、エドゥアール・マネや印象派の画家たちが集ったことで知られる。

## 場所
パリ9区、モンマルトルの丘の近くに位置する。

## マネと印象派の集まり
マネや、エドガー・ドガなどの後の印象派を形成する若手芸術家たちは、1860年代後半から1870年代前半にかけて、パリのカフェ・ゲルボワに集まり、「バティニョール派」と呼ばれていた。そこに版画家マルスラン・デブータンも参加したが、1873年半ば頃、デブータンが、カフェ・ド・ラ・ヌーヴェル・アテーヌに行きつけのカフェを変えたようであり、それに伴って、皆のたまり場がここに移り変わった。
批評家のジョルジュ・リヴィエールは、次のように書いている。
カフェ・ゲルボワの常連だったエミール・ゾラ、アンリ・ファンタン＝ラトゥール、ザカリー・アストリュク、フィリップ・ビュルティ、アルマン・シルヴェストルらに加えて、ジャン＝ルイ・フォラン、ジャン＝フランソワ・ラファエリ、アンリ・ゲラール、ジャン・リシュパン、オーギュスト・ヴィリエ・ド・リラダン、音楽家エルネスト・カバネルらがカフェ・ド・ラ・ヌーヴェル・アテーヌに集まった。ピエール＝オーギュスト・ルノワールも顔を出した。
カフェ・ド・ラ・ヌーヴェル・アテーヌを舞台にした作品として有名なのは、ドガの『アブサン』であり、女優エレン・アンドレとデブータンがモデルとなっている。
ラファエリは、ルイ・エドモン・デュランティの紹介で、ドガ、フォラン、フェデリコ・ザンドメーネギらカフェ・ド・ラ・ヌーヴェル・アテーヌの仲間に加わるようになったと思われる。しかし、ラファエリをはじめとするドガの仲間に印象派グループ展への参加を認めるかどうかは、印象派グループ内に対立をもたらした。ギュスターヴ・カイユボットは、カミーユ・ピサロへの手紙の中でドガの批判をする際、次のように書いている。

## その後
第一次世界大戦後、この店があった建物では、モニコ (Monico) というレストランが営業し、その後、El embajador del tango、スフィンクス、ナルシスなどと名前が変わった後、建物が建て替えられ、高級百貨店が営業した。

## 関連作品

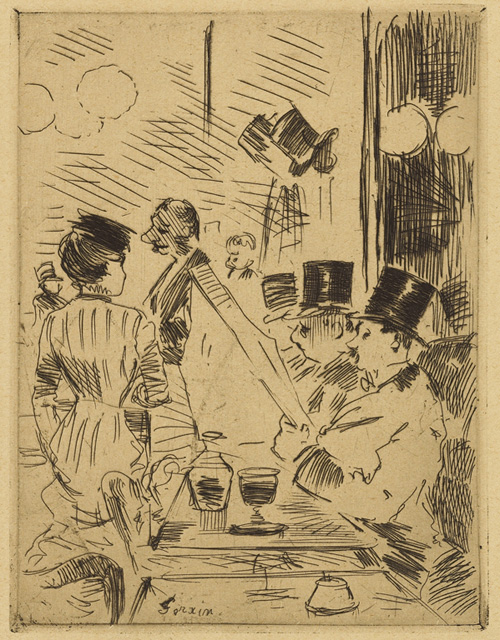
ジャン＝ルイ・フォラン『カフェ・ド・ラ・ヌーヴェル・アテーヌ』
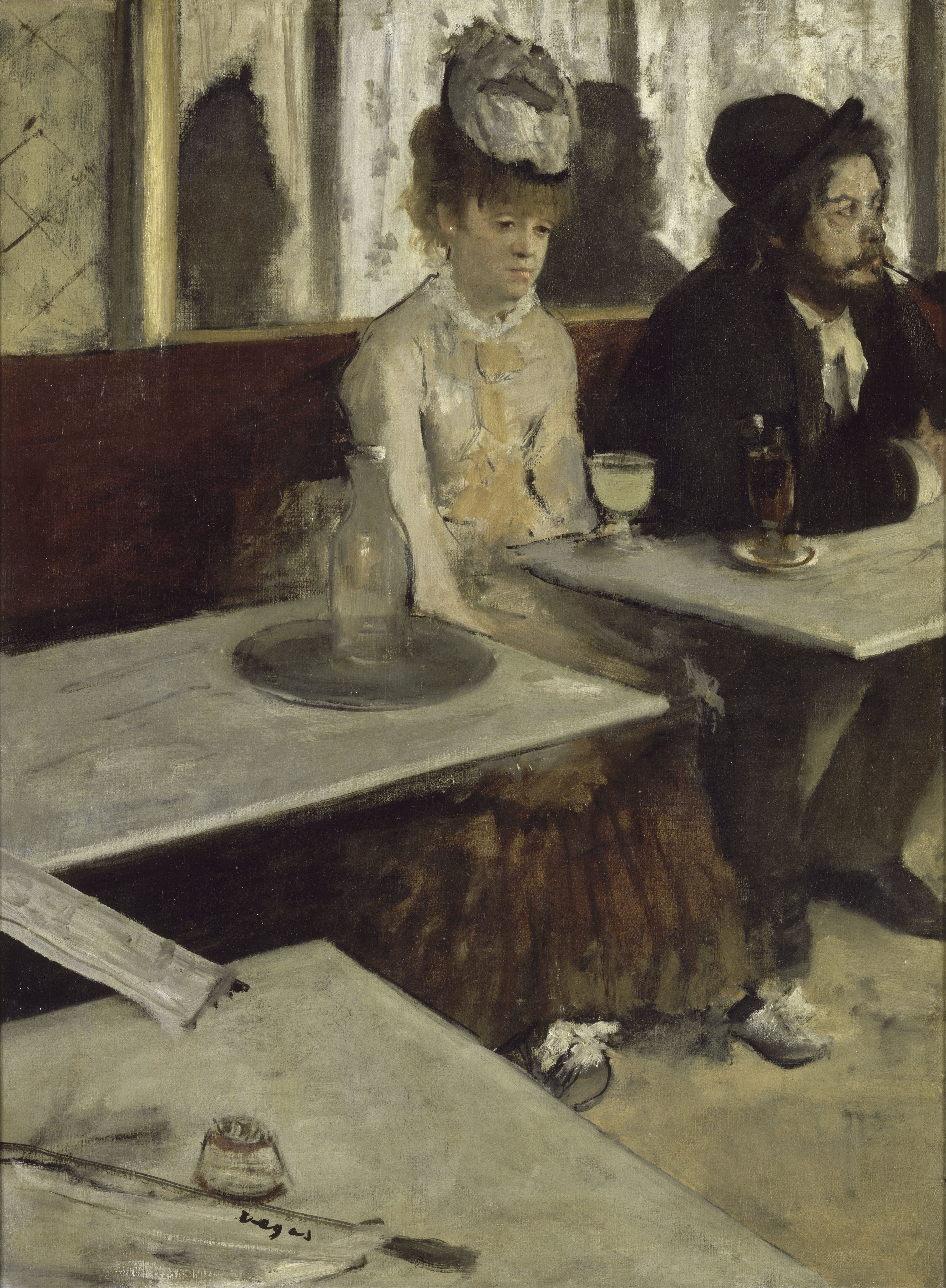
エドガー・ドガ『アブサン（カフェにて）』
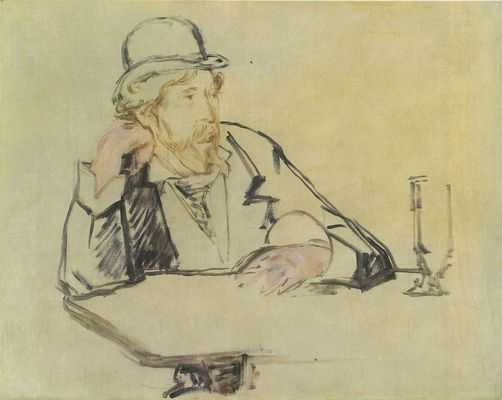
エドゥアール・マネ『カフェのジョージョ・ムーア』1879年頃